# Acrocercops triscalma
Acrocercops triscalma là một loài bướm đêm thuộc họ Gracillariidae. Loài này có ở Ấn Độ (Karnataka).
Ấu trùng ăn Moullava spicata. Chúng có thể ăn lá nơi chúng làm tổ.